# Proclamation du royaume d'Italie
La proclamation du royaume d'Italie du 17 mars 1861 est l'acte solennel de naissance du royaume d'Italie. Elle consiste en une loi par laquelle le roi Victor-Emmanuel II de Sardaigne déclare assumer, pour lui et ses successeurs, le titre de roi d'Italie.

### Publications officielles
- (it) Proclamation du 17 mars 1861, dans Gazzetta Ufficiale del Regno d'Italia, vol. no 67, 17 mars 1861, dernières nouvelles, part. offic., texte unique, p. 3, col. 3.
- (it) Loi no 4671 du 17 mars 1861, dans Gazzetta Ufficiale del Regno d'Italia, vol. no 68, 18 mars 1861, part. offic., texte no 1, p. 1, col. 1.